# Bouton d'or Acadie
Bouton d'or Acadie est une maison d'édition jeunesse francophone située à Moncton, au Nouveau-Brunswick. Fondée en 1996 par Marguerite Maillet et Judith Hamel, l’entreprise a été reprise par Louise Imbeault et Marie Cadieux en septembre 2012.

## Description

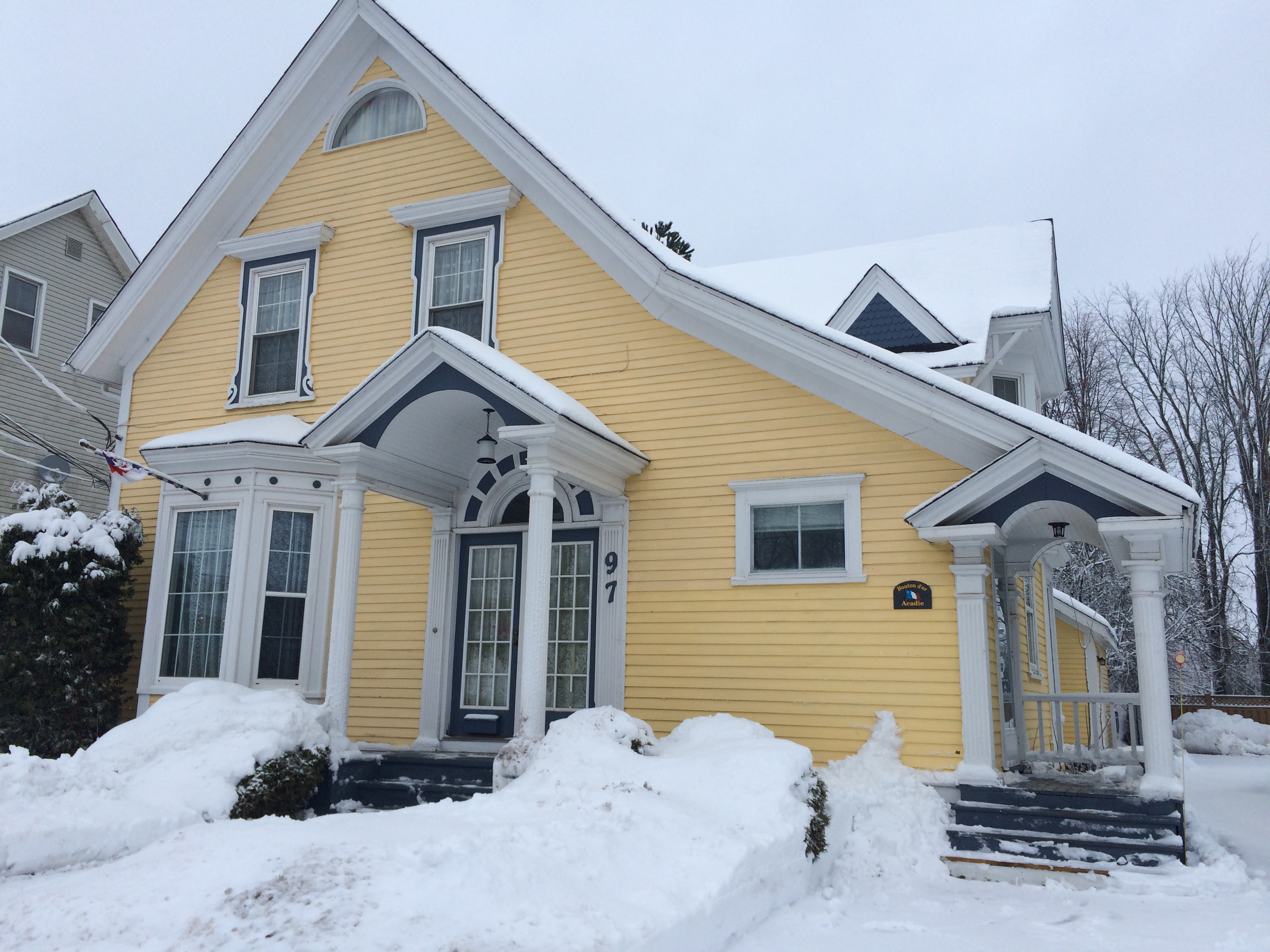
Les bureaux de Bouton d'or Acadie se trouvent à la droite de la maison jaune du 97 rue Botsford à Moncton, au Nouveau-Brunswick.

Depuis plus de vingt ans, Bouton d'or Acadie parle aux jeunes de 3 à 103 ans dans une langue française soignée mais dont les origines remontent aux premiers explorateurs venus de la vieille France, il y a 400 ans. Le catalogue de la maison propose 99 auteurs et 55 illustrateurs rassemblés au sein d’albums illustrés ou de romans, soit brefs pour les premières lectures, soit plus élaborés. L’entreprise publie annuellement de 10 à 15 titres. Regroupés en 5 étagères, les livres de Bouton d’or ont d’abord fait une large part au patrimoine du conte du monde entier. De plus en plus, la maison d’édition propose des albums illustrés et des romans sur des thèmes tout à fait contemporains. En ce sens, tout son catalogue est également disponible en format numérique.
La maison d’édition est acadienne, et quelques-uns de ses titres « classiques » sont liés à l’histoire fascinante de cette existence française unique en Amérique du Nord. La ligne éditoriale est bâtie sur le respect du jeune lecteur et sur la valeur littéraire des projets proposés. Plusieurs de ses auteurs et de ses illustrateurs sont canadiens, mais Bouton d’or Acadie a également accueilli des créateurs du monde entier : auteurs européens, africains, auteurs du monde arabe, d’Asie, des Amériques, et des Antilles. Les titres de la maison, qu’ils soient d’auteurs et illustrateurs d’Acadie ou d’ailleurs dans le monde, sont tous créés en Acadie et imprimés au Canada.
L’entreprise se distingue par sa volonté d’innovation[non neutre] : en 2002, par exemple, elle a été la première à publier une série de contes autochtones de l’est du Canada, avec textes en langue d’origine (mi’kmaq ou passamaquody) en plus du français et de l’anglais. Ces contes portent le nom de « Wabanaki », nom que se donnaient les Algonquins de l’est de l’Amérique du Nord. Certains traduisent ce mot par « enfant de lumière » ou « point du jour » : Bouton d’or Acadie tend justement à être un point de lumière pour la jeunesse[réf. souhaitée].

## Collections
- Étagère Poussette (0 à 4 ans)
- Étagère Trottinette (à partir de 4 ans)
- Étagère Planche à Roulettes (à partir de 8 ans)
- Étagère Vélo de Course (à partir de 11 ans)
- Étagère Tout-Terrain (99 ans et moins)

## Auteurs et illustrateurs (liste non exhaustive)
- Christine Arbour
- Barry Jean Ancelet
- Bouzidi Hassina
- Denis M. Boucher
- Édith Bourget
- Michel Bourque
- Marie Cadieux
- Katia Canciani
- Diane Carmel-Léger
- Sonia Cotten
- Marie-France Comeau
- Gilles Cormier
- Gracia Couturier
- Hélène deVarennes
- Joanie Duguay
- Michel Duguay
- Chantal Duguay Mallet
- Françoise Enguehard
- Léonard Forest
- Corinne Gallant
- Judith Hamel
- Melvin Gallant
- Pauline Gill
- Paul Lang
- Émerise Leblanc-Nowlan
- Pascal Lejeune
- Lisa Lévesque
- Danielle Loranger
- Marguerite Maillet
- Jeannine Maillet-Leblanc
- Chantal Mallet-Duguay
- Opolahsomuwehs (Imelda Perley)
- Michel Ouellette
- Ginette Pellerin
- Nathasha Pilotte
- Marie-José Pître
- Martin Pître
- Christian Quesnel
- Alain Raimbaud
- Sylvain Rivière
- Paul Roux
- Réjean Roy
- Anne-Marie Sirois
- Serena Sock
- Donald Soctomah
- Helen Sylliboy
- Ivan Vanhecke